# Američka mitologija

## Prevaranti
- Ableegumooch (Micmac)
- Azeban (Abenaki)
- Big Eater (Mohegan)
- Bluejay ili Iqesqes (Chinook)
- Carcajou (Montagnais)
- Chirich (Arikara)
- Coyote (mnoga plemena)
- Crazy Jack (Lenape)
- Glooscap (Abenaki)
- Hwun (Chehalis)
- Iktomi (Sioux)
- Isily (Caddo)
- Iwarika (Akawaio)
- Jamul (Achomawi)
- Keeoony (Micmac)
- Keoonik (Micmac)
- Little Hare (Ho-Chunk)
- Michabou (Algonquin)
- Mink (Northwest)
- Napi (Blackfoot)
- Nihaat (Gros Ventre)
- Nihancan (Arapaho)
- Old Man Coyote (Crow)
- Raven (Northwest Coast)
- Sendeh (Kiowa)
- Shioku (Alsea)
- Sinawava (Chemehuevi, Ute)
- Sitconski (Assiniboine)
- Skeleton Man (Hopi)
- Stuwi (Arikara)
- Trickster Rabbit (Southeastern)
- Tshakapesh (Montagnais
- Waynaboozhoo (Ojibway)
- Whiskey-Jack (Cree)
- Wihio (Cheyenne)
- Wisaka (Sauk-Fox-Kickapoo)
- Ye'lis (Coos)

## Transformeri
- As'aiyahatl (Tillamook)
- Coyote (Interior Salish i California)
- Daldal (Takelma)
- Dukwibal (Dokibatt) (Lushootseed)
- Gluskap (Abenaki)
- Ha'telt! (Coos)
- Iyash (Chippewa/Cree)
- Kanekelak (Kanikwi'lakw) (Kwakiutl)
- Keri i Kame (Bakairi)
- Kokumthena (Shawnee)
- Kumsno'otl (Comox)
- Moshup (Wampanoag)
- Misp/Musp (Quinault)
- Nanabozho (Chippewa)
- Niatha (Arapaho)
- Nixant (Gros Ventre)
- Odzihozo (Abenaki)
- Old-Man  and Old-Woman  (Blackfoot)
- Qa:ls (Hals) (Halkomelem)
- Qone (Chehalis)
- Q'wati (Kwatee) (Quileute)
- Raven (Alaska)
- Shikla (Chinook)
- Sibu (Bribri)
- Tsaya (Beaver)
- Vihio (Cheyenne)
- Wanderer (Alsea)
- Wetucks (Narragansett)
- Wisaka (Sauk-Fox-Kickapoo)
- Wisakedjak (Cree)
- Xelas (Straits Salish)
- Xowaelaci (Tututni)
- Yamoria (Dene)

## Bogovi
- Abaangui (Guaraní)
- Achiyalabopa (Zuñi)
- Yum-Kaax (Maya)

### Bogovi stvaratelji
- A'akuluujjusi (Inuit)
- Ababinili (Chickasaw)
- Above Old Man (Wiyot)
- Agugux (Aleut)
- Ahone (Powhatan)
- Akba Atatdia (Crow)
- Apistotoke (Blackfoot)
- Awonawilona (Zuñi)
- Ayanat Caddi (Caddo)
- Breath-Maker (Seminole)
- Caddi Ayo (Caddo)
- Chingichngish (Luiseño)
- Coyote (West Coast)
- Dohkwibuhch (Snohomish)
- Dotson'sa (Koyukon)
- Earth-Maker (Hochunk)
- First Creator (Mandan)
- Gitchi Manitou (Chippewa)
- Great Spirit (mnoga plemena)
- Isha (Shoshone)
- Ixtcibenihehat (Gros Ventre)
- Jamul (Achomawi)
- Keri i Kame (Bakairi)
- Kickerom (Lenape)
- Kisulkw (Micamac)
- Kitanitowit (Lenape, Wampanoag, Narragansett)
- Kujuli (Wayana)
- Kururumany (Arawak)
- Maheo (Cheyenne
- Makunaima (Cariban)
- Man'una (Ho-Chunk)
- Mopo (Apalai)
- Mukot (Cahuilla)
- Nesaru (Arikara)
- Nitosi (Dene)
- Nocoma (Juaneño)
- Old Man (Blackfoot)
- Q'uq'umatz (Maya)
- Raweno (Iroquois)
- Saya (Beaver)
- Sibo (Bribri)
- Silver-Fox (sjeverna Kalifornija)
- Sipakmat (Cocopa)
- Spider Above (Arapaho)
- Spider Grandmother (Hopi)
- Tabaldak (Abenaki)
- Tamuchi (Carib)
- Temáukel (Tehuelche)
- Tirawa (Pawnee)
- Unetlanvhi (Cherokee)
- Wakanda (Omaha)
- Wakan Tanka (Sioux)
- Wonomi (Maidu)
- Yuttore (Carrier)

### Bogovi lova
- Caribou Man (Innu)
- Mising (Lenape)
- Kanati (Cherokee)
- World Man (Ioway)

### Bogovi mrtvih
- Chibiabos (Potawatomi)
- Kudo (Bribri)
- Maasaw (Hopi)
- Matiguas (Abenaki)
- Mictlantecuhtli (Aztec)
- Moqwaio (Menominee)
- Sedna (Inuit božica)
- Temayawet (Mission Indians)

### Bogovi sunca
- Ababinili (Chickasaw)
- Nakuset (Micmac)
- Natosi (Blackfoot)
- Tawa Kachina (Hopi)

### Božice
- A'akuluujjusi (Inuit)
- Áłtsé 'Asdzą́ą́ (First Woman; Navaho)
- Atahensic (Iroquois, Huron)
- Asdzą́ą́ Nádleehé (Navaho)
- Atina (Arikara)
- Changing Woman (Asdzą́ą́ Nádleehé; Navajo)
- Corn Mother (Abenaki)
- Evaki (Bakairi)
- First Woman (Navajo)
- Hutash (Chumash)
- Iriria (Bribri)
- Kokomthena Paboth'kwe (Shawnee)
- Komorkis (Blackfoot)
- Menil (Cahuilla)
- Old-Lady (Blackfoot)
- Onatah (Iroquois)
- Pachamama (Inca)
- Sedna (Inuit)
- Selu (Cherokee)
- Silver Fox (Miwok)
- Sky Woman (Iroquois)
- Spider Grandmother (Hopi)
- Spider Woman (Navajo)
- T'cho (Juči)
- Unknown Woman (Choctaw)
- White Buffalo Calf Woman (Sioux)

## Pametne žene
- Fox Woman (Ojibwe/Cree)
- Grandmother Woodchuck (Wabanaki)
- Ioi (Chinook)
- Kokomthena (Shawnee)
- Koyangwuti (Hopi)
- Mouse Woman (Haida)
- Nokomis (Anishinabe)
- Nukumi (Mi'kmaq)
- Spider Woman (Navajo)
- Squanet (Wampanoag)

## Heroine
- Corn Mother (Wabanaki)
- Feather Woman (Blackfoot)
- Fox-Woman (Anishinabe/Cree)
- Io'i (Chinook)
- Kokumthena (Shawnee)
- Lelawala (Iroquois)
- Mouse Woman (Haida)
- Old Lady (Blackfoot)
- Onatha (Iroquois)
- Oochigeas (Mi'kmaq)
- Silverfox (Miwok)
- Sky-Woman (Iroquois)
- Splinter-Foot Girl (Arapaho)
- Squannit (Wampanoag)
- Woman Chief (Seneka)

## Braća blizanci
- Amalivaca i Vochi (Cariban)
- The God Boys (Caddo)
- Hunahpu i Ixbalanque (Maya)
- Keri i Kame (Bakairi)
- The Little Thunders (Seminole)
- Macunaima i Piai (Carib)
- Monster Slayer i Child of Water (Navajo)
- The Twin Gods, Good Spirit i Bad Spirit (Iroquois)
- The Twin Heroes, Lodge Boy i Spring Boy (Plains tribes)
- Tapaxčirahčiíka i Aáhčes (Long Teeth) (Arikara)

## Heroji kulture
- Amalivaca (Tamanaco)
- Charred-Body (Hidatsa)
- Glooscap (Abenaki)
- Jamul (Achomawi)
- Keri i Kame (Bakairi)
- Kokumthena (Shawnee)
- Kujuri (Apalai)
- Kumsnootl (Comox)
- Kururumany (Arawak)
- Little Hare (Ho-Chunk)
- Little Sprout (Huron)
- Lone Man (Hidatsa)
- Masau'u (Hopi)
- Michabo (Algonquin)
- Macunaima (Cariban)
- Maushop (Wampanoag)
- Menilly (Cahuilla)
- Mopo (Wayana)
- Moskim (Lenape)
- Nanabozho (Chippewa)
- Napi and Kipitaki (Blackfoot)
- Nihaat (Gros Ventre)
- Nihancan (Arapaho)
- Qone (Chehalis)
- Raven (Arctic)
- Shikla (Chinook)
- Shiok (Alsea)
- Sibu (Bribri)
- Sigoo (Akawaio)
- Silver Fox (Northern California)
- Sky Holder (Iroquois)
- Tsaayaa (Beaver)
- Weeho (Cheyenne)
- Weetucks (Narragansett )
- Whiskey-Jack (Cree)
- White Buffalo Calf Maiden (Sioux)
- Wisaka (Sauk-Fox-Kickapoo)
- Wohpekumeu (Yurok)
- Yamozha (Dene)
- Ysa (Shoshone)

## Čudovišta
- Kunenhrayenhnenh (Iroquois, Wyandot)
- Ts'eł'eni (Bush Indians; Ahtna, Kuskokwim, Deg Hitan)
- Chearppeschaux (Headless Man; Wichita)
- Hestovatohkeo'o (Two-Face; Omaha, Sioux, Cheyennes)
- Oniate (Iroquois)
- Wishpoosh (Nez Perce)

### Jezerska čudovišta
- Ablegemoo (Penobscot)
- Axxea (Cheyenne)
- Big Water Snake (Blackfoot)
- Chepechcalm (Micamac)
- Gitaskog (Abenaki)
- Gook (Ahtna)
- Hiintcabiit (Arapaho)
- Kitchi-at'Husis (Passamaquoddy)
- Mneto (Fox)
- Mashe-Namak (Menominee)
- Mihni (Cheyenne)
- Mishi-Ginebig (Chippewa)
- Onyare (Iroquois)
- Tie Snake (Southeast Indians)
- True Tiger (Miami-Illinois)
- Uktena (Cherokee)
- W'axkuk (Lenape)
- Weewillmekq (Maliseet)

### Morska čudovišta
- Halfway People (Micmac)
- Lumpeguin (Maliseet)
- Ne Hwas (Passamaquoddy)
- Nibiinaabe (Ojibway)
- Water Babies (Western Indians)

### Ljudožderi
- Baxbakwalanuxsiwae (Kwakiutl)
- Chenoo (Micmac)
- Giwakwa (Abenaki)
- Hisshishtawia (Crow)
- Mhwee (Lenni Lenape)
- Rugaru (Rougarou; Metis)
- Stonecoat (Iroquois)
- Wechuge (Beaver)
- Windigo (Chippewa)
- Witiko (Cree, Metis, Atikamekw)

### Morske zmije i zmijolika čudovišta
- Apotamkin (Passamaquoddy)
- Atosis (Maliseet)
- Big Water Snake (Blackfoot)
- Caddaja (Caddo)
- Chepechcalm (Micamac)
- Gitaskogak (Abenaki)
- Great Serpent (Chippewa)
- Gunakadeit (Tlingit)
- Gux (Ahtna)
- Hoop Snake (Southeast Indians)
- Horned serpent (Eastern Indians)
- Maxa'xâk (Lenape)
- Mehne (Cheyenne)
- Mneto (Algonquian, Kickapoo)
- Onyare (Oniare; Iroquois)
- Owner Of Waters (Arapaho)
- Quetzalcoatl (Aztec)
- Sintholo (Sint Holo; Choctaw)
- Uncegila (Lakota)
- Uktena (Cherokee)
- Weewillmekq (Maliseet)

### Divovi
- Akaguagankak (Yup'ik)
- Asin (Alsea)
- Basket Ogress (Indijanci Sjeverozapadne obale)
- Big Owl Man (Apache)
- Caddaja (Caddo)
- Cenu (Micamac)
- Cheveyo Kachina (Hopi)
- Dzoavits (Shoshoni)
- Gray Giant (Navajo)
- Ice Giants (Algonquian)
- Kee-Wakw (Abenaki)
- Kolowa (Creek)
- Kuku (Abenaki)
- Kukwes (Micamac)
- Lofa (Chickasaw)
- Maushop (Wampanoag)
- Mhwee (Lenape)
- Shampe (Choctaw)
- Stoneclad (Cherokee)
- Stonecoat (Iroquois)
- Wetucks (Narragansett)
- Windego (Chippewa)
- Winpe (Micmac)
- Witiko (Cree)

### Divovske životinje
- Aniwye (Chippewa)
- Big Man-Eater (Creek)
- Big Rump Bear (Lenape)
- Big Sturgeon (Menominee)
- Culloo (Wabanaki)
- Giant Birds (mnoga plemena)
- Giant Frog (Wabanaki)
- Great Bear (Iroquois)
- Great Serpent (Algonquian)
- Great Hairless Bear (Wabanaki)
- Misi-Maskwa (Cree)
- Pinesi (Anishinabe)
- Stiff-Legged Bear (mnoga plemena)
  - Hairless Bears (Penobscot)
  - Katshituashku (Innu/Cree)
  - Man-Eater (Alabama/Creek)
  - Naked Bear (Iroquois)
  - Yakwawiak (Shawnee/Lenape)
- The Thunderbird (Plains Indians)
- Tlanuwa (Cherokee)
- Wind Eagle (Wabanaki)

### Mjenjoliki
- Deerwoman (Prerijska i šumska plemena)
- Kanaimà (Carib)
- Rou Garou (Metis)
- Skinwalker (Navajo)
- Stikini (Seminole)

### Mali ljudi
- Akeki (California Indians)
- Apci'lnic (Innu)
- Atosee (Alabama)
- Black Imps (Achumawi)
- Bohpoli (Choctaw)
- Cannibal Dwarves (Arapaho)
- Fastachee (Seminole)
- Gahongas (Iroquois)
- Halfway People (Mi'kmaq)
- Kiwolatomuhsis (Maliseet)
- Kowi Anukasha (Choctaw)
- Lampeqin (Lumpeguin; Maliseet-Passamaquoddy)
- Lost Elves (Caddo)
- Makiawisug (Mohegan)
- Mannegishi (Cree)
- Manogames (Wabanaki)
- Mikumwess (Wabanaki)
- Mikumwesu (Maliseet)
- Mialuka (Omaha)
- Monkey People (Ahtna)
- Nagumwasuk (Passamaquoddy)
- Nibiinaabe (Ojibway)
- Nikommo (Wampanoag)
- Ninipi (Shoshone)
- Nirumbee (Crow)
- Nunnehi (Cherokee)
- Paisa (Miami)
- Puckwudgies (Algonquian)
- Squant (Wampanoag)
- Tonop (Tunica)
- Water Babies (Western)
- Wematekan'is (Lenape)
- Wiklatmuj (Mi'kmaq)
- Wild Indians (Catawba)
- Woods Elf (Sioux)
- Yunwi Tsunsdi (Cherokee)

### Divovske ptice
- Animikii (Anishinabe)
- Badogiak (Abenaki)
- Big Owl (Apache)
- Chequa (Potawatomi)
- Dahu (Hidatsa)
- Huhuk (Pawnee)
- Klu (Maliseet)
- Pinesi (Chippewa)
- Pomola (Penobscot)
- The Thunder Bird (Plains Indians )
- Tlanuwa (Cherokee)
- Wuchowsen (Wabanaki)

## Duhovi
- Cipelahq (Maliseet)
- Dzelarhons (Haida)
- Pskegdemus (Abenaki)
- Skadegamutc (Mikmaq, Maliseet, Passamaquoddy, Abénaki)

### Duhovi prirode
- Animikii (Chippewa)
- Atwuskniges (Abenaki)
- Biboon (Chippewa)
- Bmola (Penobscot)
- Canotina (Sioux)
- Chigwe (Potawatomi)
- Chibaloch (Abenaki)
- Cyclone Man (Shawnee)
- Deer Lady (Potawatomi)
- Earth People (Osage)
- Halfway People (Micmac)
- Hinu (Iroquois)
- Jogah (Mohawk, Cayuga, Tuscarora, Seneka)
- The Little Thunders (Seminole)
- Lampeqin (Lumpeguin; Abenaki)
- Mandamin (Chippewa)
- Mikm (Abenaki)
- Nakuset (Micmac)
- Nanyehi (Cherokee)
- Nehwas (Passamaquoddy)
- Nibanaba (Chippewa)
- Nickommo (Wampanoag)
- Pinesi (Chippewa)
- Puckwudgie (Algonquian)
- Sasquatch (Coast Salish)
- Sedna (Inuit)
- Selu (Cherokee)
- Seven Thunders (Abenaki)
- Stone Throwers (Iroquois)
- Thunder Beings (Lenni Lenape, Sauk-Fox, Kickapoo, Miami, Illini, Narragansett)
- Thunderbird (Plains Indians)
- The Thunderers (Cherokee)
- Thunders (Iroquois)
- Tinihowi (Achomawi)
- Turn Over (Abenaki)
- Wakinyan (Sioux)
- Wanagames (Abenaki)
- Water Babies (Western Indians)
- Whirlwind Woman (Arikara)
- Wiklatmu'j (Micmac)
- Wild Indians (Catawba)
- Wind Eagle (Abenaki)
- Woodsman (Alaskan Athabaskan)
- Yehasuri| (Catawba)

### Duhovi kukuruza
- Atna (Arikara)
- Chicha (South America)
- Corn Maidens/Kachina Mana (Hopi)
- Corn Mother (Wabanaki)
- Little-Giver (Seminole)
- Mondawmin (Ojibwe)
- Selu (Cherokee)
- Spirit of the Corn (Iroquois)
- Unknown Woman (Choctaw)

### Zli duhovi
- Anamaqkiu (Menominee)
- Atlantow (Mohican)
- Bad Spirit (Cayuga)
- Bé (Bribri)
- Flint (Tawiscara; Iroquois i Algonquian)
- Hobomock (Wampanoag)
- Kanaima (Carib)
- Mahtantu (Lenni Lenape)
- Okee (Powhatan)

### Duhovi munje
- Coninisi (Caddo)
- Huhuk (Pawnee)
- Tahu (Hidatsa)
- Thunder Beings (Lenni Lenape, Sauk-Fox, Kickapoo, Miami, Illinois, Narragansett)
- Thunder Brothers (Badogiak; Penobscot, Abenaki, Maliseet, Passamaquoddy)
- Thunderbird (prerijska and zapadna plemena)
- Thunderers (Ani-Hyuntikwalaski; Cherokee)
- Wakinyan (Sioux)

### Duhovi groma
- Animikii (Chippewa)
- Chequa (Potawatomi)
- Coneneses (Caddo)
- Gaqtugwewe'sm (Micmac)
- Hinun (Iroquois)
- Huhuk (Pawnee)
- The Little Thunders (Mikasuki)
- Nonoma (Cheyenne)
- Pinesi (Chippewa)
- Tahu (Hidatsa)
- Thunder Beings (Lenni Lenape, Sauk-Fox, Kickapoo, Miami, Illini, Narragansett)
- Thunder Brothers (Abenaki)
- Thunderbird (prerijska i zapadna plemena)
- The Thunderer (Sioux)
- Thunderers (Cherokee)
- Thunders (Iroquois)

### Nebeski duhovi
- Sspommitapiiksi (Above People; Blackfoot)
- Morning Star (many tribes)
- Old-Man-Sky (Carib)
- Selamiut (Inuit)
- Sky Chief (Caddo)
- Sky-Holder (Iroquois)
- Sky Woman (Iroquois)
- The Star-Boy (Blackfoot)
- The Thunder-Bird (Plains and Western tribes)
- Thunderer (Sioux)
- Thunders (Iroquois)
- Utakké (Carrier)

## Šumski duhovi
- Atuwoskonikehs (Maliseet)
- Bigfoot (various tribes)
- Boqs (Northwest Coast)
- Chiye-Tanka (Sioux)
- Makiawisug (Mohican)
- Maxemista (Cheyenne)
- Mikumwess (Wabanaki)
- Puckwudgies (Wampanoag)
- Sasquatch (Coast Salish)
- Seatco (Chehalis)
- Stick Indians (Northwest Coast)
- Wild People (Osage)
- Wood Dwarves (Lenape)
- Woodsman (Alaskan Athabaskan)
- Woods Elves (Sioux)

## Patuljci
- Fastachee (Seminole)
- Greasy Breast (Crow)
- Mikumwess (Maliseet)
- Squant (Wampanoag)
- Tshakapesh (Montagnais)
- World Man (Ioway)

## Heroji
- Apisirahts (Morning Star; Blackfoot)
- Apistanewj (Mi'kmaq)
- Arrow Boy (Cheyenne)
- Ayas/Ayashe (Cree/Anishinabe)
- Big Eater (Mohegan)
- Burnt Belly (Pawnee)
- Charred Body (Hidatsa)
- Found In Grass (Arapaho)
- Gitchi Odjig (Chippewa)
- Glooskap (Wabanaki)
- Greasy-Breast (Crow)
- Great Peacemaker (Iroquois)
- Hiawatha (Iroquois)
- Ja'mul (Achomawi)
- K'etetaalkkaanee (Koyukon)
- Katoyis (Blackfoot)
- Kenap (Mi'kmaq)
- Kipitaakii (Blackfoot)
- Kujuri (Apalai)
- Kururumany (Arawak)
- Kwahn (Achomawi)
- Lodge-Boy i Thrown-Away (Crow)
- Mahwaew (Menominee)
- Maple Sapling (Huron)
- Maushup (Wampanoag)
- Michabou (Algonquin)
- Mikumwess (Maliseet-Passamaquoddy)
- Mopo (Wayana)
- Morning Star (Blackfoot)
- Moskim (Lenape)
- Nanabush (Anishinabe)
- Naapi (Blackfoot)
- Pogumk/Black-Cat (Passamaquoddy)
- Poia (Blackfeet)
- Poor Boy (Plains Indians)
- Pulowech (Mi'kmaq)
- Pulekukwerek (Yurok)
- Rabbit Boy (Sioux)
- Raven (Athabaskan)
- Saya (Beaver)
- Seuku (Alsea)
- Sigo (Akawaio)
- Splinter Foot (Arapaho)
- Star-Boy (Blackfoot)
- Tshakapesh (Innu)
- Tsitaxaxi ( Hidatsa)
- Veho (Cheyenne)
- Village Boy i Wild Boy (Caddo)
- Wets The Bed (Wichita)
- Yamoza (Dene)

Adekagagwaa |
Adlivun |
Aguara |
Ahayuta |
Ahayuta-achi |
Ahea |
Ahe’a |
Ahmeto-lela-okya |
Aholi |
Airsekui |
Aisoyimstan |
Aleut |
Alignak |
Alk'umta'm |
Alk'unta'um |
Alkuntam |
Allowat-sakima |
Alowatsakima |
Amala |
Amitolane |
Amotken |
Anarkusuga |
Anaye |
Angak'-chin-mana |
Angak-chin-mana |
Angalkuq |
Angokoq |
Anguta |
Aningan |
Apikunni |
Apoyan-tachi |
Arnakua'gsak |
Arnakuagsak |
Arnarquagsag |
Asagaya-gigaei |
Asgaya-gigagei |
Atius-tirawa |
Awanawilonais |
Awitelin-tsta |
Badger |
Big-head| 
Big-rabbit |
Bikeh-hozho |
Binaye-ahani |
Black-god |
Bokwus |
Bototo |
Capa |
Chacomat |
Chacopa |
Chakekenapok |
Chehooit |
Chipiapoos |
Chulyen |
Copper-woman |
Corn-maidens |
Corn Woman |
Coyote |
Dajoji |
Dawn |
Dayunsi |
Dew-eagle |
Doquebuth |
Eeyeekalduk |
Ehlaumel |
Eithinoha |
Enumclaw |
Eototo |
Esaugetuh-emissee |
Ewah |
First-scolder |
Ga'an |
Ga-gaah |
Ga-oh |
Gaan |
Gahe |
Gaoh |
Gendenwitha |
Gendewitha |
Grandmother-corn |
Great-hare |
Great-head |
Great-rabbit |
Gudatrigakwitl |
Guguyni |
Gunnodayak |
Gyhldeptis |
Hahgwehdaetgah |
Hahgwehdiyu |
Haokah |
Hastseoltoi |
Hastshehogan |
Hemaskas |
Hino |
Hinu |
Hisagita-imisi |
Hisagitaimisi |
Hisakitaimisi |
Human-maker |
Humanmaker |
Huruing-wuhti |
I'itoi |
Ibofanga |
Ictinike |
Igaluk |
Ignirtoq |
Ikto |
Iktomi |
Inktomi |
Ioskeha |
Irdlirvirisissong |
Isitoq |
Issitoq |
Iya |
Iyatiku |
Kaiti |
Kananeski-anayehi |
Kanati |
Kapoonis |
Karwan |
Kat'sinas |
Kioskurber |
Kitshi-manito |
Kivati |
Kloskurbeh |
Koko |
Kokopelli |
Koshere |
Koyemsi |
Kumokum |
Kumush |
Kushapatshikan |
Kutnahin |
Kwa-kwakalanooksiwae |
Kwatee |
Kwatyat |
Kwekwaxa'we |
Kwekwaxawe |
Kwikumat |
Kwikwilyaqa |
Logobola |
Magician |
Makiawisug |
Malsum |
Malsumis |
Malsun |
Man With No Head |
Mana (indijanci) |
Manisar |
Manit (indijanci) |
Manitou |
Marten |
Michabo |
Moar |
Momo |
Mudhead |
Muskrat |
Na'pi |
Nagaitcho |
Nankil'slas |
Nanook |
Nataska |
Nayanezgani |
Negafook |
Nerivik |
Nerrivik |
Nipinoukhe |
Nishanu (Nesaru) |
Nootaikok|
Nukatem|
Nuliajuk|
Nunuso|
Ocasta|
Odzihozo|
Old-man-coyote|
Olelbis|
Ololowishkya|
Oshadagea|
Otter|
Owiot|
Pah|
Paissa |
Palhik-mana|
Pamit|
Payatamu|
Pipinoukhe|
Poshaiyankayo|
Pukkeenegak|
Qamaits|
Quaayayp|
Quaoar|
Rhpisunt|
Sanopi|
Senx|
Shakaru|
Shakuru|
Siarnaq|
Sint-holo|
Sisiutl |
Skan |
Skili |
Snoqalm |
Sosondowah |
Sotuknang |
Sussistanako |
Szeukha |
Taiowa |
Tamit |
Tarhuhyiawahku |
Tekkeitserktock |
Ten-corn-maidens |
Theelgeth |
Thelgeth |
Thunder-bird |
Thunder-twins |
Tihtipihin |
Tirawa |
Tirawa-atius |
Tobadzistsini |
Tolmalok |
Tonenili |
Tornarsuk |
Torngarsak |
Torngasak |
Torngasoak |
Tsohanoai |
Tukupar-itar |
Twin-brothers |
Txamsem |
Umai-hulhlya-wit |
Umai-hulhya-wit |
Uncegila |
Unelanuki |
Unktehi | 
Unktome |
Untunktahe |
Utset |
Wabasso |
Wabosso |
Waukheon |
Wenabozho |
Wetiko |
Weywot |
Wheemeemeowah |
Wheememeowah |
White-she-buffalo |
Winabozho |
Windago |
Windego |
Windikouk |
Xelas|